# Alexandru Oproiu
Alexandru Oproiu (n. 1 decembrie 1930, București, România – d. 16 noiembrie 2020, București, România) a fost un medic primar, colaborator de televiziune, profesor de gastroenterologie din România. A fost director la Institutul Clinic Fundeni timp de 22 de ani și secretar de stat în două mandate  în Ministerul Sănătății.

## Biografie
Prof. Dr. Ioan-Alexandru Oproiu, s-a născut la data de 1 decembrie 1930, în București. A absolvit in 1956, Universitatea de Medicină și Farmacie „Carol Davila” din București. Are competente in endoscopie digestiva superioara, inferioara si videocapsula endoscopica. Este președinte de onoare al Societății Române de Gastroenterologie și membru în Societatea Americană de Gastroenterologie, Societatea Franceză de Gastroenterologie, Societatea Franceză de Endoscopie Digestivă și în Societatea Italiană de Endoscopie digestivă.

## Lucrări publicate
- Cromoendoscopia și endoscopia cu magnificație în diagnosticul esofagului Barrett și displaziei colonice (1970)
- Tratamentul bolii de reflux nonerozive (1975)
- Tratamentul antioviral al hepatitelor cronice, virale: comparație între Peg-IFN alfa-2a și Peg INF alfa2-b (1978)
- Studiul factorilor de predicție al răspunsului la tratamentul cu antivirale în hepatite cronice virale (1984)
- Studiul relației între fenotipul clinic al enteropatiei glutenice și extinderea leziunilor apreciată prin videocapsula endoscopică (1986)
- Rolul explorării cu videocapsula endoscopică în monitorizarea B. Crohn cu localizare enterală (1992)

## http://www.hepatite.ro
Strigatul de revolta al marelui profesor doctor Alexandru Oproiu - Jurnalul 25 septembrie 2017